# Netgekoppeld zonnestroomsysteem
Een netgekoppeld zonnestroomsysteem of netgekoppelde PV-installatie is een technische installatie die zonne-energie omzet in elektriciteit en dit aan het elektriciteitsnet levert.

## Onderdelen van een zonnestroomsysteem
Een zonnestroomsysteem bestaat uit zonnepanelen, een montagesysteem, bekabeling, een omvormer en een koppeling aan het lichtnet via een kilowattuurmeter.

### Zonnepanelen
Meest zichtbare onderdeel van een netgekoppeld zonnestroomsysteem zijn de zonnepanelen. Deze vangen het licht op en zetten het om in gelijkstroom.

### Montage
Zonnestroomsystemen kunnen op verschillende manieren gemonteerd worden. Op schuine daken, op platte daken, op de grond, in het dak gemonteerd of met een zonvolgend systeem (en zogenoemde tracker). Er moet altijd gekeken worden naar de wind- en sneeuwbelasting. Als deze niet goed berekend zijn kan een zonnestroomsysteem bij harde wind of zware sneeuwval defect raken of zelfs instorten. De meeste montagesystemen zijn gemaakt van aluminium.
Bij montage op een plat dak wordt er een aparte draagconstructie geplaatst waarop de panelen, op de zon gericht, worden gemonteerd. De meest toegepaste montagevorm in Nederland en België is montage op een schuin dak. Hierbij wordt de zonnestroominstallatie direct aan of in het dak gemonteerd. Bij een zogenaamde 'indak-montage' worden er geen dakpannen meer geplaatst, maar maken de zonnepanelen zelf deel uit van het dak. Een dergelijke constructie heeft een hogere esthetische waarde, maar nadelen zijn dat het monteren op een bestaand dak arbeidsintensiever is, dat er minder koelende luchtstroming om de panelen heen is waardoor het rendement afneemt, en dat vervanging soms een probleem is als nieuwere exemplaren andere afmetingen hebben.

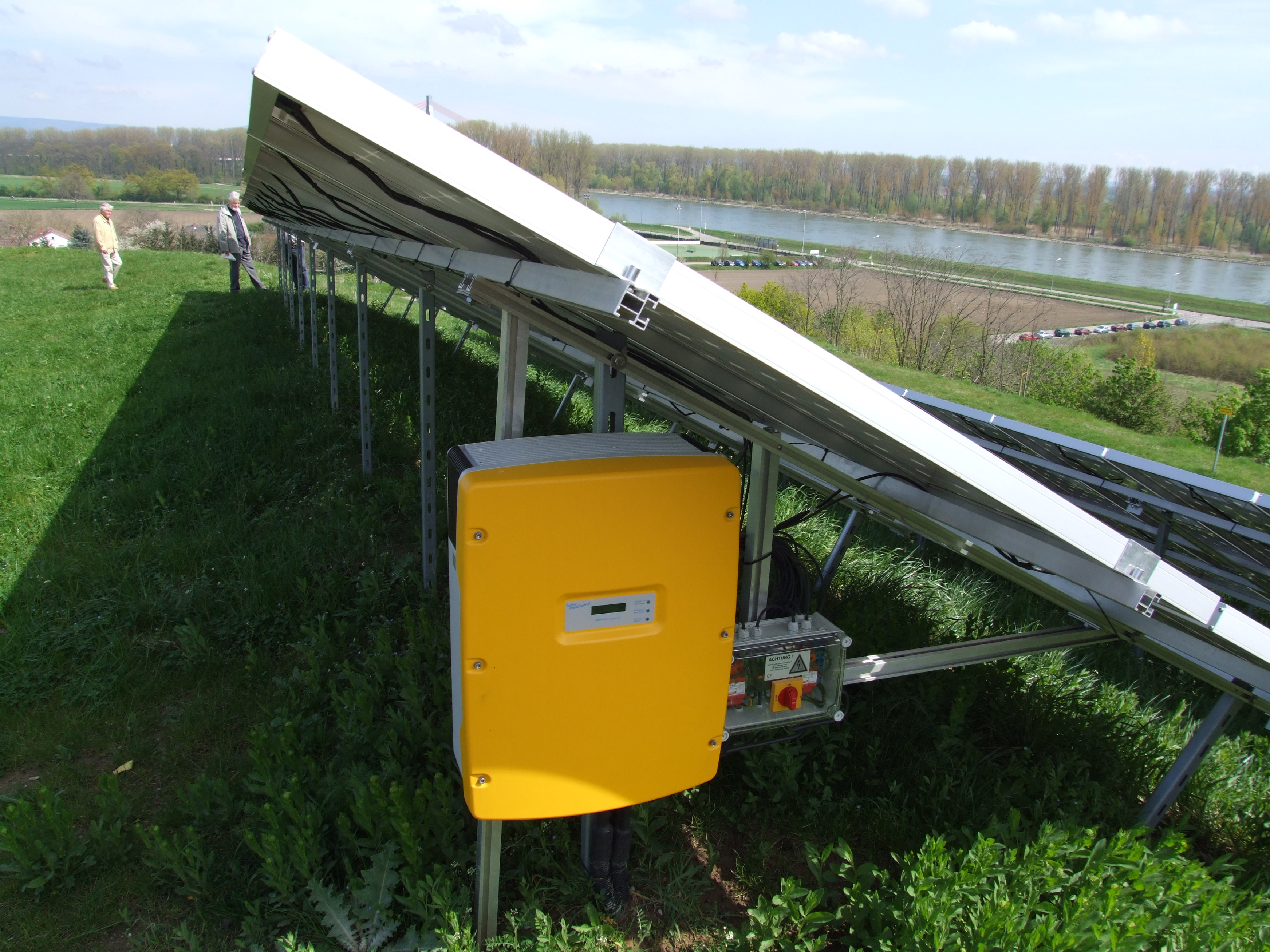
Een openveldopstelling in Speyer, naast de Rijn

Zonnepanelen kunnen ook op een zelfstandige constructie direct op de grond gemonteerd worden. Vanwege het ongunstige fiscale regime en de relatief hoge grondprijs wordt deze vorm in Nederland niet vaak toegepast.
Bij een zonvolgend systeem volgen de zonnepanelen de baan van de zon. Hiervoor zijn de zonnepanelen op een apparaat gemonteerd dat ze continu optimaal op de zon gericht houdt. Een dergelijk systeem heeft een hogere opbrengst maar is duurder in aanschaf en gevoeliger voor storingen.

### Omvormer
De omvormer zet de gelijkspanning afkomstig van de zonnepanelen om naar wisselspanning van bijvoorbeeld 230 of 110 volt die ingevoerd kan worden in het lichtnet.

## Problemen bij netintegratie
Doordat netgekoppelde zonnestroom een steeds groter deel zal uitmaken van de totale stroomproductie, zullen er er twee problemen met de netintegratie ontstaan. Allereerst leveren zonnepanelen overdag hun stroom met een piekproductie tussen 12:00 en 13:00 uur, terwijl de vraag naar elektriciteit niet dezelfde curve volgt. Daarnaast leveren ze 's nachts geen elektriciteit terwijl er dan ook vraag is naar stroom.
Om het eerste probleem te verhelpen zouden er meer systemen naar het oosten of naar het westen gericht kunnen worden, zodat hun maximale stroomopbrengst op een ander tijdstip valt. Ook zou de montage van meer zonvolgende systemen gestimuleerd kunnen worden. Om het tweede probleem op te lossen moeten er meer opslagsystemen komen voor elektriciteit.

## Kosten en terugverdientijd

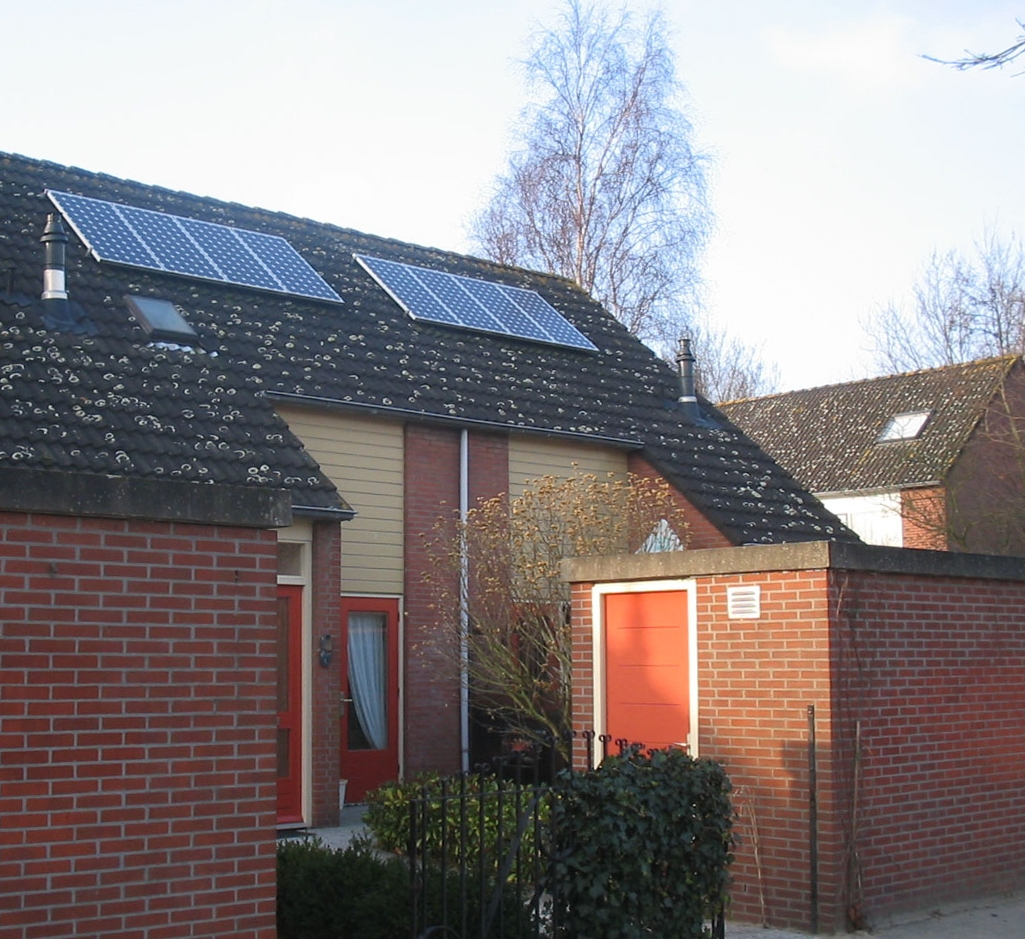
Zonnepanelen op het dak van een woning

De totale kosten van zonnepanelen bestaan uit de aanschaf, afschrijving, rente op leningen, plaatsing, onderhoud, verzekering en eventueel de vergunning en de subsidie. De terugverdientijd hangt af van de ligging van de zonnepanelen, de wijze van montage en de ontwikkeling van de elektriciteitsprijs. De terugverdientijd voor fotovoltaïsche zonnepanelen neemt geleidelijk af. Bij montage pal naar het zuiden gemonteerd op een pannendak, ligt deze anno 2015 bij gelijkblijvende elektriciteitsprijs op ongeveer 7 jaar.

### Vergunning
Het is soms noodzakelijk om een vergunning aan te vragen voor de plaatsing van zonnepanelen. Dit is onder andere het geval bij beschermde dorps- of stadsgezichten en/of monumenten.

### Energieprijs
Gemiddeld kost een wattpiek (Wp) van een kristallijn zonnepaneel ongeveer 1 euro (exclusief montage). 100 Wp levert in Nederland circa 70 tot 90 kWh per jaar aan energie op, afhankelijk van de locatie, de hoek van het dak, hoeveelheid schaduw en het type zonnepaneel. De berekening is erop gebaseerd dat de zonnepanelen energie leveren die men niet hoeft in te kopen bij de elektriciteitsmaatschappij. Stroom van de elektriciteitsmaatschappij kost ongeveer 0,20 tot 0,23 euro per kWh (anno 2013). Als men per saldo meer stroom produceert dan men nodig heeft, kan dit verkocht worden aan de elektriciteitsmaatschappij voor het terugleververgoeding van ongeveer 0,05 tot 0,09 euro per kWh, wat dus veel minder lucratief is.

### Fiscale stimulering
Veel Europese overheden hebben ervoor gekozen om zonne-energie fiscaal te stimuleren.

### Nederlandse situatie
Tot 2004 werd in Nederland veel geïnvesteerd in zonne-energie, maar het abrupt stopzetten van de subsidie maakte hier tijdelijk een einde aan. In andere Europese landen werd toen nog wel veel geïnvesteerd in zonnepanelen. Niet alleen vanuit milieu-oogpunt, maar ook omdat het met de stijgende stroomprijs (tussen 2000 en 2004 met 8% per jaar), toen in toenemende mate ook gewoon voordelig was.
Tussen 2008 en 2010 kende Nederland de stimuleringsregeling duurzame energieproductie (SDE), waardoor er per geproduceerde kWh subsidie werd uitgekeerd. Anno 2011 zijn er steeds meer mensen die zonnepanelen aanschaffen, zonder subsidies. Vooral bedrijven kopen steeds vaker zonnepanelen, mede omdat de terugverdientijd vaak verkort wordt door de energie-investeringsaftrek (EIA), (kleinschaligheids)investeringsaftrek (IA). Afhankelijk van de rechtsvorm en fiscale winst is terugverdientijd voor bedrijven 4 tot 7 jaar.
In 2013 bestond er in Nederland een subsidieregeling voor particulieren, waarbij een maximum van 650 euro gold.
In Duitsland wordt de subsidie per kWh al verminderd omdat velen subsidie aanvragen. Zo kan met een bepaald subsidiebudget de installatie van meer zonnepanelen gestimuleerd worden. En andere reden voor de vermindering van de subsidie is dat de zonnepanelen zelf steeds goedkoper geproduceerd worden, zo goedkoop zelfs dat het inmiddels ook al zonder subsidie op veel locaties een goede investering is. Het is de verwachting dat de subsidie ook in Nederland binnen enkele jaren zal verdwijnen of in ieder geval verminderen.
Vanaf de start van de regeling op 2 juli 2012 kwamen er tot en met 12 juli 2013 in totaal 78 289 aanvragen binnen. Het totale budget dat het ministerie van Economische Zaken voor 2012 en 2013 samen beschikbaar stelde, was € 50 882 000. Op 8 augustus 2013 bleek de subsidiepot leeg te zijn.

### BTW op Zonnepanelen
Door het Fuchs arrest is het sinds 20 juni 2013 mogelijk om bij de belastingdienst de betaalde BTW op zonnepanelen terug te vragen.

### Energiebalans
De productie van zonnepanelen vraagt op zich ook energie. De maat wordt uitgedrukt in de tijd waarin deze energie wordt terug opgewekt. Dit wordt de energiebalans genoemd en in België en Nederland ligt deze tussen 1 en 2 jaar.

## Grote zonnestroomsystemen

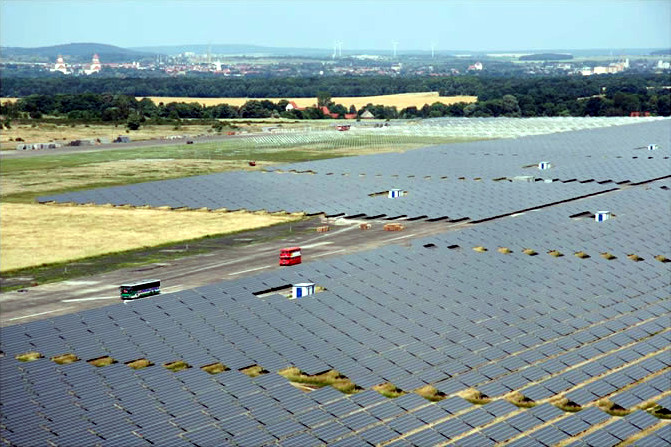
Solarkraftwerk Waldpolenz, de eerste 40 MW CdTe PV Array geïnstalleerd door JUWI Group in Brandis, Duitsland

De grootste PV-installatie (tot 2009) in België is 5600 m² groot (op een dakoppervlakte van 12 000 m²) en heeft een vermogen van 340 kWp (kilowattpiek). Ze werd in mei 2007 geïnstalleerd op het dak van mediabedrijf Alfacam in Lint. De 1927 fotovoltaïsche panelen produceren jaarlijks 270.000 kWh aan elektriciteit. In december 2009 werd op het dak van Flanders Expo in Gent een installatie van 53.000 m² in gebruik genomen. Op de gebouwen van Katoen Natie in Antwerpen, Kallo, Gent en Genk wordt op hetzelfde moment gewerkt aan een installatie die een gezamenlijke oppervlakte van ongeveer 800.000 m² zal bestrijken.
De grootste zonnestroomcentrale ter wereld is anno 2015 is de Topaz-zonnepark in Californië met een piekvermogen van 550 MW, dat in 2015 uitgebreid moet worden naar 550 MW. Projecten van vergelijkbare grootte zijn de Desert Sunlight-zonnepark (550 MW in 2015) in Californië en het zonnepark bij de Longyangxiadam in China (320 MW sinds 2011).
In Abu Dhabi wordt een zonnecentrale van 60 MWp gebouwd voor het project Al Masdar, de eerste CO2-neutrale stad ter wereld. Er zouden plannen zijn om deze centrale later uit te breiden tot 500 MWp, genoeg om een half miljoen gezinnen van stroom te voorzien.